# Tiszaföldvár
Tiszaföldvár – miasto na Węgrzech, w komitacie Jász-Nagykun-Szolnok, w powiecie Kunszentmárton.

## Miasta partnerskie
- Bačko Gradište[3]
- Gräfenberg[4]
- Hérimoncourt[5]
- Mielec[6]